# Arteră suprascapulară
Artera suprascapulară este o ramură a trunchiului tirocervical de la nivelul gâtului.

## Anatomie
La început, trece în jos și lateral peste nervul scalen anterior și cel frenic, fiind acoperită de mușchiul sternocleidomastoidian; apoi traversează artera subclaviculară și plexul brahial, mergând în spate și paralel cu mușchii clavicular și subclavicular și sub partea inferioară a mușchiului omohiod până la marginea superioară a scapulei. Trece peste ligamentul scapular transversal superior în majoritatea cazurilor, în timp ce pe sub acesta, prin crestătura suprascapulară în unele cazuri.   
Artera pătrunde apoi în fosa supraspinoasă a scapulei. Se deplasează aproape de os, trecând prin canalul suprascapular sub mușchiul supraspinos,  către care furnizează ramuri.
Apoi coboară în spatele gâtului scapulei, prin marea crestătură scapulară și sub acoperirea ligamentului transversal inferior, pentru a ajunge la fosa infraspinoasă, unde furnizează infraspinatus  și se anastomozează cu artera circumflexă scapulară și ramura descendentă (sau artera scapulară dorsală) a arterei cervicale transversale.

## Fiziologie
Pe lângă distribuirea ramurilor către mușchiul sternocleidomastoidian (care, totuși, este alimentat în principal de artera occipitală și artera tiroidiană superioară), către mmușchiul subclavicular (care este alimentat în principal de artera toracoacromială) și către mușchii vecini, eliberează o ramură suprasternală, care traversează peste capătul sternal al claviculei până la pielea părții superioare a pieptului; și o ramură acromială, care străpunge mușchiul trapez și furnizează sânge pielii de peste acromion, anastomozându-se cu artera toracoacromială. La fel ca în cazul alimentării mușchiului subclavicular, acesta se anastomozează cu artera toracoacromială în zonele vascularizate ale pielii.
Pe măsură ce artera trece peste ligamentul scapular transvers superior, trimite o ramură în fosa subscapulară, unde ramifică sub mușchiul subscapular și se anastomozează cu artera subscapulară și cu artera scapulară dorsală.
De asemenea, trimite ramuri articulare către articulația acromioclaviculară și articulația umărului și o arteră nutritivă către claviculă.